# Oudemirdum

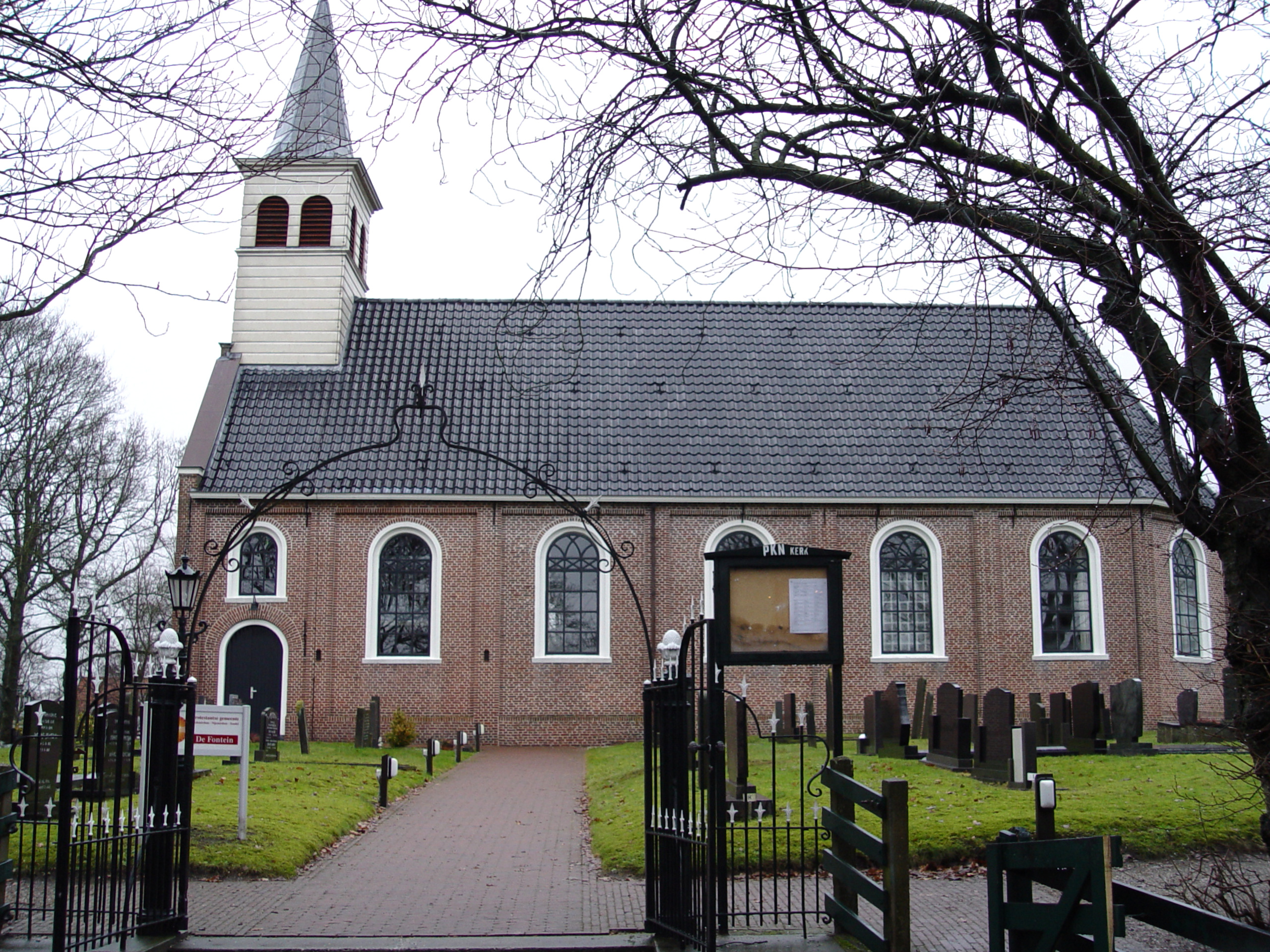
Oudemirdum: De Fontein

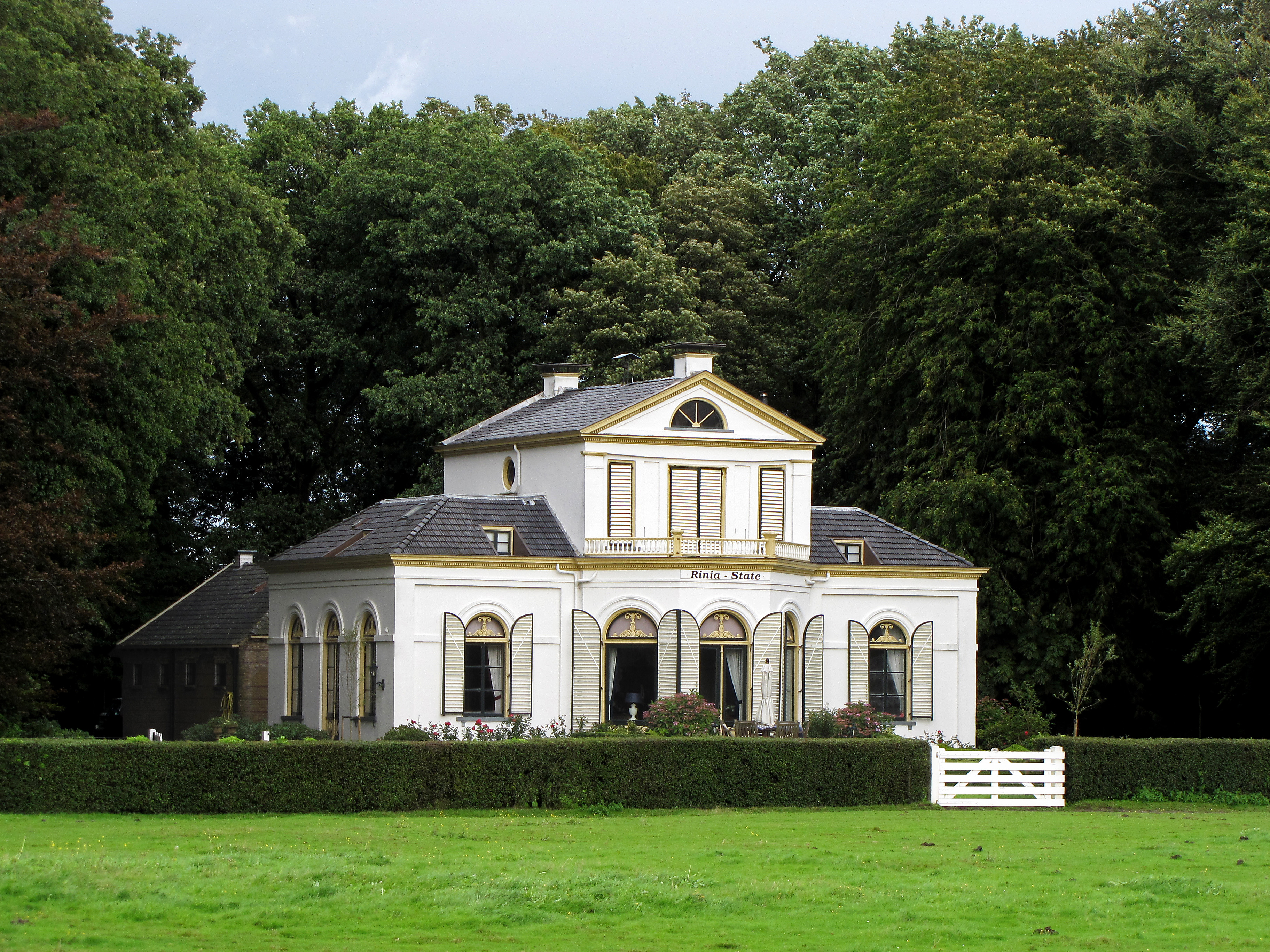
Oudemirdum: Rinia State

Oudemirdum (in frisone: Aldemardum è un villaggio di circa 1 300 abitanti della costa nord-orientale dei Paesi Bassi, facente parte della provincia della Frisia e della ed affacciato sull'IJsselmeer. Dal punto di vista amministrativo, si tratta di una frazione della municipalità di De Fryske Marren/De Friese Meren; precedentemente aveva fatto parte dei comuni di Gaasterland (fino al 1983) e di Gaasterlân-Sleat (fino al 2013).

## Geografia fisica
Oudemirdum si trova nella parte meridionale della provincia della Frisia, a pochi chilometri a sud elle località di Sloten e Balk.

## Origini del nome
Il toponimo Oudemirdum, attestato in questa forma a partire dal 1412 e anticamente come Meretha (1148), Merthen (1152-1155), de Merdum (1325), Mairden (1328), sarebbe formato dal termine germanico *mari, che significa "lago", e dal suffisso germanico *iþi e significherebbe "gruppo di laghi".

### Architetture religiose

#### Chiesa di San Nicola
Principale edificio religioso di Oudemirdum è De Fontein: situata al nr. 1 della Kerkstraat, questa chiesa fu costruita nel 1720 ed ampliata nel 1926.

### Architetture civili

#### Kippenburg
Altro edificio d'interesse è il Kippenburg, una tenuta di campagna, fatta costruire intorno al 1830 da Oncko van Swinderen.
|  |

#### Rinia-State
Altro edificio d'interesse ancora è il Rinia-State, progettato nel 1843 dall'architetto Thomas Romein.

## Società

### Evoluzione demografica
La popolazione censita di Oudmirdum è pari a 1 335 abitanti, di cui 695 sono donne e 640 sono uomini.

## Geografia antropica

### Suddivisioni amministrative
Buurtschappen
- Schouw